# Neon Gold Records
Neon Gold Records is een platenlabel, opgericht in 2008 door Derek Davies en Lizzy Plapinger, dat gevestigd is in New York. 
In eerste instantie richtte Neon Gold zich alleen op de uitgave van vinyl platen. Artiesten bij Neon Gold hebben hier vaak hun debuutuitgaves uitgebracht. Bekende voorbeelden zijn Passion Pit, Ellie Goulding, Marina and the Diamonds, Gotye, The Naked and Famous, Icona Pop en Tove Lo. Ook is Neon Gold verantwoordelijk voor het ontdekken van vele talenten, zoals Vampire Weekend, Lana Del Rey, CHVRCHES, Grouplove en Walk the Moon.

## Geschiedenis
Op 8 december 2010 ondertekende Neon Gold een samenwerking met Columbia Records, waardoor ze via Columbia en RED Distribution (debuut)albums uit konden geven. Tijdens de samenwerking met Columbia zijn de debuutalbums van onder andere St. Lucia, HAIM en Magic Man uitgebracht.
In januari 2014 besloot het label een samenwerking aan te gaan met Atlantic Records. Deze deal zorgde ervoor dat Neon Gold een divisie van Atlantic werd.

## Artiesten

### Huidig
- ASTR
- Cathedrals
- Charli XCX
- HAERTS
- The Knocks
- Magic Man
- Marina and the Diamonds
- St. Lucia
- Tove Lo

### Voormalig
- Awesome New Republic
- Ellie Goulding
- Fort Lean
- Foxes
- Gotye
- HAIM
- Icona Pop
- Little Red
- Lovelife
- Miami Horror
- MØ
- Monarchy
- Mr. Little Jeans
- Passion Pit
- Penguin Prison
- Polarsets
- Savoir Adore
- Wildcat! Wildcat!